# Dolmen auf dem Monte Bubbonia

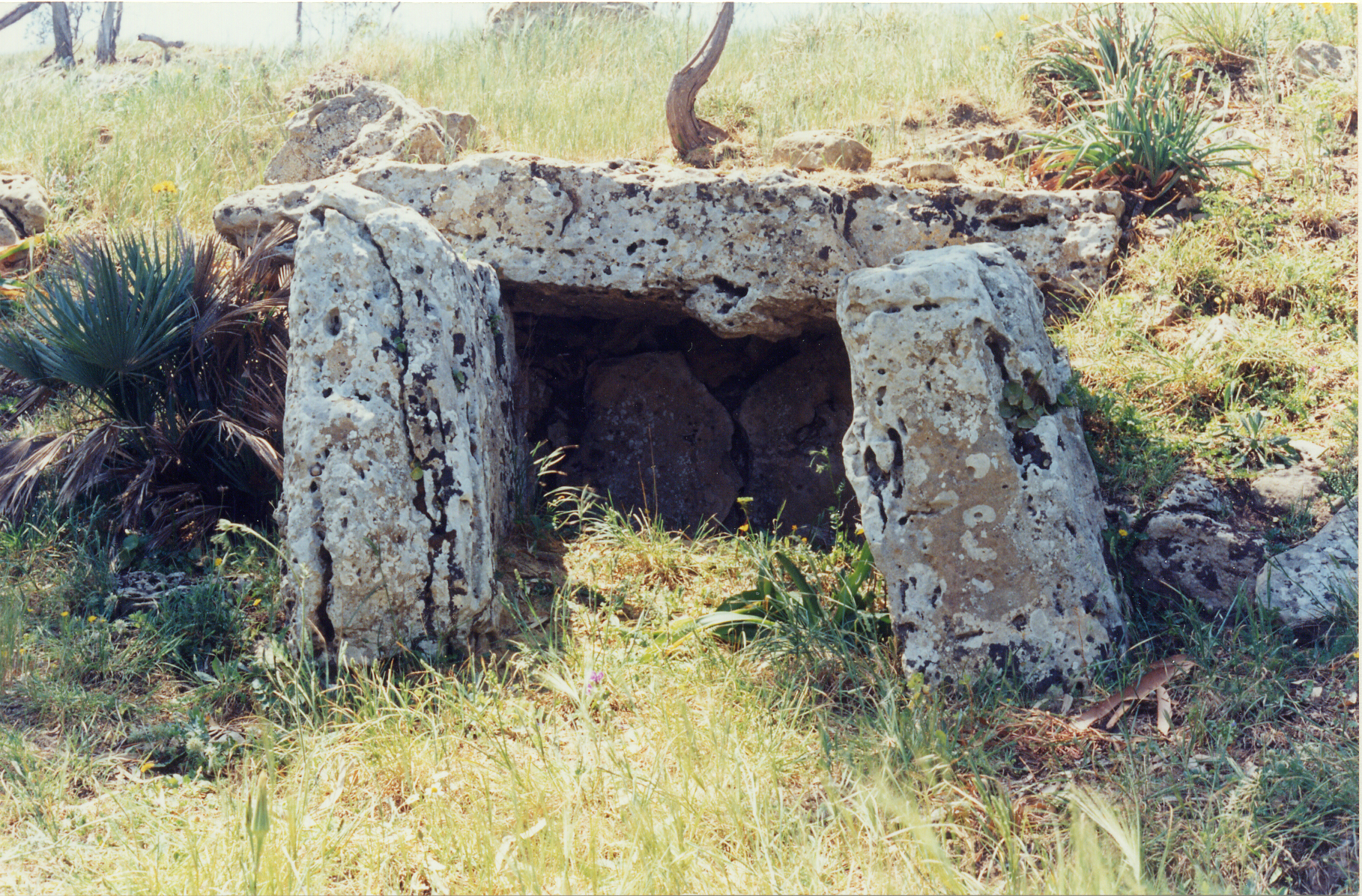
Dolmen

Der Dolmen auf dem Monte Bubbonia liegt am östlichen Hang des 595 m hohen Hügels im Norden der Stadt Gela im Freien Gemeindekonsortium Caltanissetta auf Sizilien.

## Beschreibung
Der rechteckige Dolmen besteht aus unbearbeiteten 35–40 cm starken Kalksteinquadern. Der erhaltene Deckstein ruht auf zwei parallel gestellten Megalithen, die eine Kammer von etwa 2,6 m² (2,2 m × 1,2 m) bilden, die innen einen Meter hoch ist.
Der Zugang liegt im Nordosten und folgt damit derselben Orientierung wie die anderen sizilianischen Dolmen. Ein wenig tiefer am Hang liegt ein Stein, der wahrscheinlich die Verschlussplatte bildete. Die Kammer ähnelt den Megalithanlagen, die auf Sardinien und in Apulien zu finden sind.
Der Dolmen stammt aus der Bronzezeit, etwa 850–700 v. Chr. Paolo Orsi fand einen Boccaletto (dt. kleinen Krug) mit schwachen Spuren einer Dekoration aus dem 7. Jahrhundert v. Chr.

## Kontext
Die sieben Dolmen Siziliens fanden früh das Interesse der italienischen Gelehrten, ohne allerdings international Aufmerksamkeit zu erreichen. Ihr Verbreitungsgebiet liegt im Südosten der Insel, während der Westteil zwischen Termini Imerese und Sciacca nur zwei Megalithanlagen aufweist. Anfang des 20. Jahrhunderts hat Paolo Orsi (1859–1935) erste Ausgrabungen durchgeführt. Er fand auf dem Gipfel eine Siedlung, die im 6. Jahrhundert von Gela aus kolonisiert worden war. Piero Orlandini hat sie als die alte Stadt Maktorion oder Mactorium identifiziert, die von Herodot (VII 153) erwähnt wird.